# Aigars Fadejevs
Aigars Fadejevs, född 27 december 1975 i Valka, Lettland, död 17 december 2024 i Lettland, var en lettisk friidrottare som tävlade i gång.
Fadejevs deltog vid olympiska sommarspelen 1996 i Atlanta på 20 km gång och slutade då sexa. Vid EM 1998 i Budapest blev han silvermedaljör på 20 km gång efter Ilja Markov. Vid olympiska sommarspelen 2000 ställde han upp på både 20 km där han slutade på en fjortonde plats och den längre distansen 50 km där han blev silvermedaljör efter Robert Korzeniowski. 
Vid VM 2001 slutade han på en fjärde plats på 50 km gång. Han deltog vid olympiska sommarspelen 2004 på båda distanserna men slutade denna gång utanför medaljplats. På den kortare distansen blev han nia och på den längre på en elfte plats. Hans sista mästerskap blev VM 2005 då han slutade 17:e på 20 km gång.